# Михајло Чворо
Михајло Чворо (Миошићи, код Пала, 15. септембар 1907 — близина Миошића, 5. септембар 1942), учесник Народноослободилачке борбе и народни херој Југославије.

## Биографија
Рођен је 15. септембра 1907. године у селу Миошићи код Пала, у сиромашној сељачкој породици. До 1941. године бавио се земљорадњом. Као допунским занимањем бавио се тесарским пословима и изградњом кућа у свом и околним селима. Био је активан члан Земљорадничке странке.
Народноослободилачком покрету прикључио се јула 1941. године. Са собом је повео више устаника из његовог и околних села. Приликом формирања партизанских група, био је постављен за командира вода, који је добио назив Чворски вод, јер су се скоро свих борци у том воду презивали Чворо. Кад је вод нарастао, формирана је Чворска чета, а после је носила назив Прва прачанска чета, чији је командир био Михајло. У марту 1942. године, Михајло је био постављен за заменика команданта Прачанског батаљона Романијског партизанског одреда.
Под његовом командом, Чворски вод је одмах после формирања извршио успешне акције око Праче, Сочица, Хан Пијеска и на прузи Сарајево—Вишеград. Кад су јединице Романијског партизанског одреда извршиле напад на Рогатицу, Михајило је са својом четом напао код Подграба, на прузи Сарајево—Вишеград, колону домобрана, који су ишли у помоћ гарнизону у опкољеној Рогатици и после борби које су трајале цео дан, зауставио њихово надирање. У борби на Прутинама, где је убијено 200 усташа, Михајило је успео да зароби топ, али је у тој борби био рањен, па је отишао у болницу.
Након изласка из партизанске болнице, командовао је својом четом у борбама против Немаца, 12. и 13. јануара 1942. године, на Романији. Немци нису успели да пробију фронт његове чете, али је Михајло био поново рањен и пребачен у болницу Прве пролетерске бригаде.
За члана Комунистичке партије Југославије примљен је 25. децембра 1941. године.
Погинуо је 5. септембра 1942. године у сукобу са четницима док је, по директиви КПЈ, вршио дужност друштвено-политичког радника на терену Миошића и Праче.
Указом Президијума Народне скупштине Федеративне Народне Републике Југославије, 20. децембра 1951. године, проглашен је за народног хероја.